# 찰스 J. 피더슨
찰스 존 피더슨(영어: Charles John Pedersen, 1904년 10월 3일 ~ 1989년 10월 26일)은 미국의 생화학자이다. 1987년 고선택성 상호작용 분자의 개발 및 사용에 대한 공로로 도널드 J. 크램, 장마리 렌과 함께 노벨 화학상을 수상했다.
1904년 대한제국 경상남도 동래군(현 대한민국 부산광역시)에서 노르웨이인 아버지와 일본인 어머니 사이에서 태어났다. 일본 이름은 야스이 요시오(일본어: 安井 良男)이다. 8살까지 한국에서 살다가 일본에서 고등학교까지 마쳤다. 1922년 미국으로 건너가 오하이오주 데이턴 대학교에서 화학공학을 공부했다. 학부를 마친 후 매사추세츠 공과대학교에서 생화학 분야로 석사를 취득했다. 지도 교수는 박사 과정을 계속할 것을 권유했지만 피더슨은 부모로부터의 독립을 원해서 바로 취직을 했다. 1927년 듀퐁 사에 취직한 후 은퇴할 때까지 42년간 연구원으로 일했다.

## 같이 보기
- 일본의 노벨상 수상자 목록